# چین در المپیک تابستانی ۲۰۱۶
چین در بازی‌های المپیک تابستانی ۲۰۱۶ (انگلیسی: China at the 2016 Summer Olympics) ۴۱۲ ورزشکار در ۲۹ رشته ورزشی در برزیل حضور یافت. در پایان این المپیک چین با ۲۶ مدال طلا و مجموع ۷۰ مدال، رتبه سوم بیشترین مدال را در میان همه کشورهای حاضر پس از آمریکا و بریتانیا بدست آورده است. لی شنگ پرچمدار چین در این رقابت هاست.